# Alang
Alang és una muntanya i antiga fortalesa de Maharashtra al districte d'Ahmednagar al límit amb el districte de Nasik a uns 4 km de la muntanya i fortalesa Kulang. S'hi pot accedir des de Kulangvadi al districte de Nasik; a l'est hi ha el pas de Navra-navri (El marit i l'esposa) anomenat així per dos pilars de roca que marquen la divisió dels dos districtes. La fortalesa fou cedida als marathes pels mogols el 1760 junt amb la de Kulang, Kavnai i altres de Nasik, i va passar als britànics el 1818.